# OpenCritic
OpenCritic — англоязычный сайт-агрегатор, собирающий рецензии о компьютерных играх и высчитывающий среднюю оценку для каждой игры вне зависимости от платформы. Сайт также располагает альтернативными метриками, например, процентом порекоммендовавших игру критиков и относительным рангом среди всех других игр на OpenCritic.

## История
OpenCritic был разработан с целью противодействовать спорному влиянию Metacritic на индустрию компьютерных игр. Оценки, получаемые играми на Metacritic, стали сильно влиять на их коммерческий успех, а также судьбу разрабатывающих и издающих их студий, в частности, определяя размер гонорара разработчиков. Однако Metacritic предоставляет очень ограниченную информацию о том, как эти оценки высчитываются, и использует взвешенную систему оценивания, отдавая предпочтение узкому кругу рецензий, в результате чего завязывание индустрии на этом сервисе часто критикуется.
Концепция OpenCritic была придумана Мэттью Энтховеном, разработчиком Riot Games. Философия проекта — оставить процедуру агрегации рецензий максимально прозрачной и открытой, тем самым избежав подводных камней Metacritic. Другой идеей разработчиков было привнесение большего человеческого фактора в формирование оценок: в списке рецензий должны отображаться имена авторов, а пользователи сайта должны иметь возможность настраивать, каким рецензетам отдавать предпочтение.
Сайт разрабатывался с 2014 года, официально был запущен 30 сентября 2015 года. К моменту публичного анонса, сайт собирал рецензии из более 75 различных источников. Сайт позиционирует себя как исторический архив рецензий на видеоигры с момента своего запуска и не ставит целью собрать полный каталог более старых игр. В дальнейшем для поддержки полного набора функций разработчикам пришлось отказаться от представления на сайте игр, вышедших на платформах Nintendo 3DS и PlayStation Vita из-за сложности в получении геймплейных видео и скриншотов. Позже разработчики поменяли своё мнение. Разработчики игр могут оставлять запросы на включение своих игр на сайт, если они удовлетворяют ряду требований; оставлять аналогичные заявки могут и сайты с рецензиями. В планах сайта — добавление оценок из Steam Early Access на сайт. Помимо страниц со списком рецензий для конкретной игры, OpenCritic располагает также страницами для отдельных рецензий и рецензиатов. Изначально сервис был запущен свободным от рекламы, используя Patreon для получения финансирования, но со временем стал использовать рекламу для поддержки сайта.
9 октября 2017 года на официальном Twitter-аккаунте OpenCritic было объявлено начало борьбы против лутбоксов и заявлено, что «ищется способ добавить информацию о бизнес-моделях игр в OpenCritic». По словам разработчиков, тестируется, какие метки стоит отображать на сайте — например, зависит ли прогресс в игре от случайно выпадающих из лутбоксов предметов или он завязан на очках опыта, и может ли из лутбоксов выпасть что-то помимо косметических наград.
31 июля 2024 года медиаконгломерат Valnet приобрёл OpenCritic.

## Содержимое
OpenCritic собирает ссылки на внешние сайты с рецензиями на компьютерные игры, предоставляя целевую страницу для читателя. Рецензии могут быть как с оценками (влияющими на высчитываемую среднюю оценку), так и без неё, включая рецензии от популярных YouTube-обзорщиков. Пользователь сайта имеет возможность отметить любой источник рецензии как надёжный, что повлияет на отображение рецензий и изменит персональную среднюю оценку для него.